# Liste des communes de Castille-La Manche

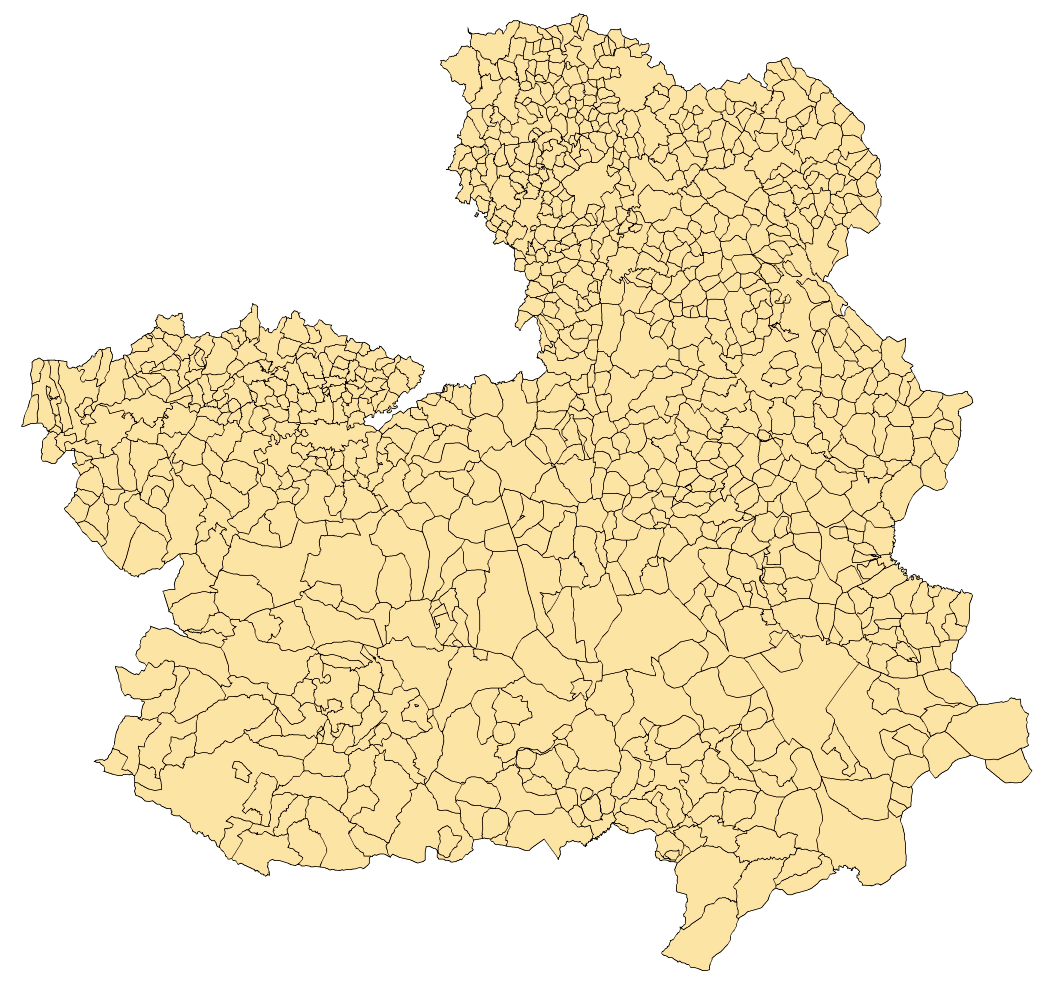
Communes de Castille-La Manche en Espagne (2003).

Liste des communes de Castille-La Manche par provinces :
- Communes de la province d'Albacete
- Communes de la province de Ciudad Real
- Communes de Cuenca
- Communes de la province de Guadalajara
- Communes de la province de Tolède